# Colectivismo agrario

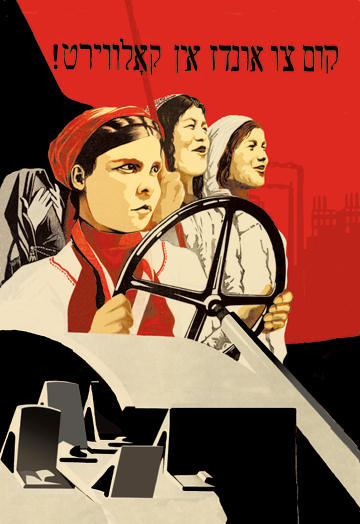
"¡Conduce hasta la granja colectiva!" – Póster en yiddish de los años 20 que muestra a trabajadoras del koljoz

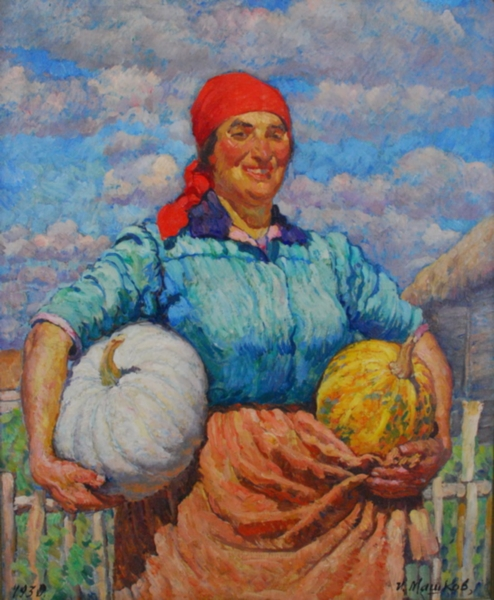
"Mujer koljosiana con calabazas", cuadro de 1930.

El colectivismo agrario, agricultura colectiva o agricultura comunal son varios tipos de "producción agrícola en la que varios agricultores gestionan sus explotaciones como una empresa conjunta". Hay dos tipos amplios de granjas comunales: cooperativas agrícolas, en las que los miembros propietarios participan conjuntamente en actividades agrícolas como un colectivo; y granjas estatales, que son propiedad de un gobierno centralizado y están administradas directamente por él. El proceso mediante el cual se agregan tierras agrícolas se llama colectivización. En algunos países (incluida la Unión Soviética, los países del Bloque del Este, China y Vietnam), ha habido variantes tanto estatales como cooperativas. Por ejemplo, la Unión Soviética tenía koljozy (granjas administradas por cooperativas) y sovkhozy (granjas administradas por el estado).

## Historia anterior alsigloXX
Un pequeño grupo de familias de agricultores o pastores que viven juntas en un terreno gestionado conjuntamente es una de las formas de vida más comunes en toda la historia de la humanidad, ya que ha coexistido y competido con formas de propiedad más individualistas (así como con la propiedad estatal organizada). ) desde los inicios de la agricultura.
La propiedad privada llegó a predominar en gran parte del mundo occidental y, por tanto, es mejor estudiada. El proceso por el cual las tierras comunales y otras propiedades de Europa occidental se volvieron privadas es una cuestión fundamental detrás de las concepciones de propiedad. Karl Marx creía que el sistema que llamó comunismo primitivo (propiedad conjunta) había sido terminado injustamente por medios de explotación que llamó acumulación originaria. Por el contrario, los pensadores capitalistas postulan que, según el principio de propiedad familiar, quien sea el primero en trabajar la tierra es el propietario legítimo.[cita requerida]

### Estudios de caso

#### México
Bajo el Imperio Azteca, el centro de México estaba dividido en pequeños territorios llamados calpulli, que eran unidades de administración local relacionadas con la agricultura, así como con la educación y la religión. Un calpulli estaba formado por un número de grandes familias extendidas con un presunto ancestro común, cada una de ellas compuesta por un número de familias nucleares. Cada calpulli era dueño de la tierra y otorgaba a las familias individuales el derecho de cultivar partes de ella cada día. Cuando los españoles conquistaron México, reemplazaron esto con un sistema de propiedades otorgadas por la corona española a los colonos españoles, así como la encomienda, un derecho de señorío de tipo feudal que se otorgaba a los colonos en aldeas particulares, y el repartimiento o sistema de trabajo forzado indígena.
Después de la Revolución Mexicana, una nueva constitución de 1917 abolió cualquier resto de derechos de tipo feudal que los propietarios de haciendas tuvieran sobre tierras comunales y ofreció el desarrollo de ejidos: granjas comunales formadas en tierras compradas a las grandes propiedades por el gobierno mexicano.

#### Iroqueses y hurones de América del Norte

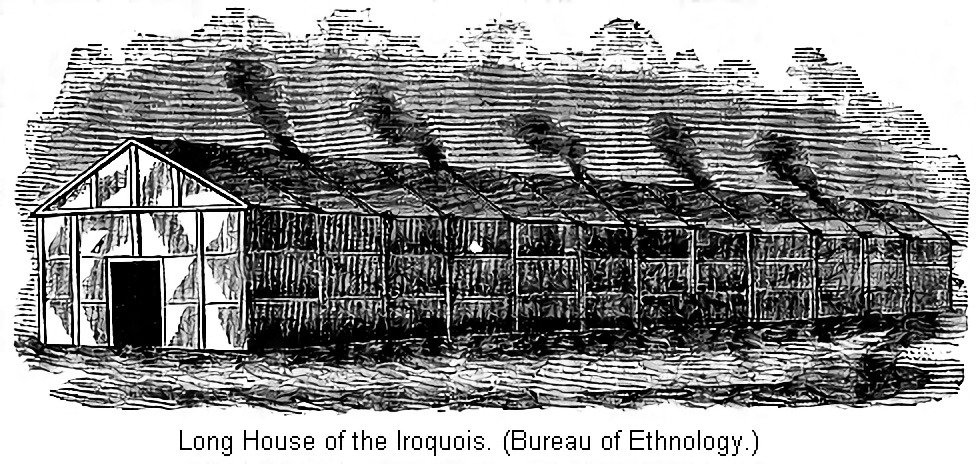
Casa comunal iroquesa moderna que alberga a varios cientos de personas

Los hurones tenían un sistema esencialmente comunal de propiedad de la tierra. El misionero católico francés Gabriel Sagard describió los fundamentos. Los hurones tenían "tanta tierra como necesitaban". Como resultado, los hurones podrían dar a las familias su propia tierra y aún tener una gran cantidad de tierra excedente de propiedad comunitaria. Cualquier hurón era libre de limpiar la tierra y cultivarla en régimen de usufructo. Mantuvo la posesión de la tierra mientras continuara cultivando y cuidando activamente los campos. Una vez que abandonó la tierra, volvió a ser propiedad comunal y cualquiera podía apoderarse de ella. Si bien los hurones parecían tener tierras designadas para el individuo, la importancia de esta posesión puede ser de poca relevancia; la ubicación de vasijas de almacenamiento de maíz en las casas comunales, que contenían múltiples familias en un grupo de parentesco, sugiere que los ocupantes de una determinada casa comunal tenían toda la producción en común.
Los iroqueses tenían un sistema comunal similar de distribución de la tierra. La tribu era propietaria de todas las tierras, pero repartía extensiones a los diferentes clanes para que las distribuyeran entre los hogares para su cultivo. La tierra se redistribuiría entre los hogares cada pocos años, y un clan podría solicitar una redistribución de extensiones cuando se reuniera el Consejo de Madres del Clan. Aquellos clanes que abusaran de las tierras asignadas o que no las cuidaran serían advertidos y eventualmente castigados por el Consejo de Madres del Clan redistribuyendo la tierra a otro clan. La propiedad de la tierra en realidad era sólo una preocupación de las mujeres, ya que era trabajo de las mujeres cultivar alimentos y no de los hombres.
El Consejo de Madres del Clan también reservó ciertas áreas de tierra para que las trabajaran las mujeres de los diferentes clanes. Los alimentos de esas tierras, llamados kěndiǔ"gwǎ'ge' hodi'yěn'tho, se utilizarían en festivales y grandes reuniones del consejo.

#### Imperio ruso
La obshchina (en ruso: общи́на, traducido: "comuna") o mir (en ruso: мир, traducido: "sociedad" (uno de sus significados)) o Selskoye obshestvo (en ruso: сельское общество ("comunidad rural", término oficial en el siglo XIX y XX) eran comunidades campesinas, a diferencia de las granjas individuales, o jútor, en la Rusia imperial. El término deriva de la palabra о́бщий, obshchiy (común).
La gran mayoría de los campesinos rusos mantenían sus tierras en propiedad comunal dentro de una comunidad mir, que actuaba como gobierno de aldea y cooperativa. La tierra cultivable se dividió en secciones según la calidad del suelo y la distancia del pueblo. Cada hogar tenía derecho a reclamar una o más franjas de cada sección dependiendo del número de adultos del hogar. El propósito de esta asignación no era tanto social (a cada uno según sus necesidades) sino práctico (que cada uno pague sus impuestos). Las franjas se reasignaban periódicamente sobre la base de un censo, para garantizar una participación equitativa en la tierra. Esto lo hacía cumplir el Estado, que tenía interés en la capacidad de los hogares para pagar sus impuestos.

## Colectivización bajo el socialismo de Estado
La Unión Soviética introdujo la agricultura colectiva en sus repúblicas constituyentes entre 1927 y 1933. Los estados bálticos y la mayor parte del bloque del Este (excepto Polonia) adoptaron la agricultura colectiva después de la Segunda Guerra Mundial, con la llegada al poder de los regímenes comunistas. En Asia (República Popular China, Corea del Norte, Laos y Vietnam), la adopción de la agricultura colectiva también fue impulsada por políticas gubernamentales comunistas.

### Unión Soviética

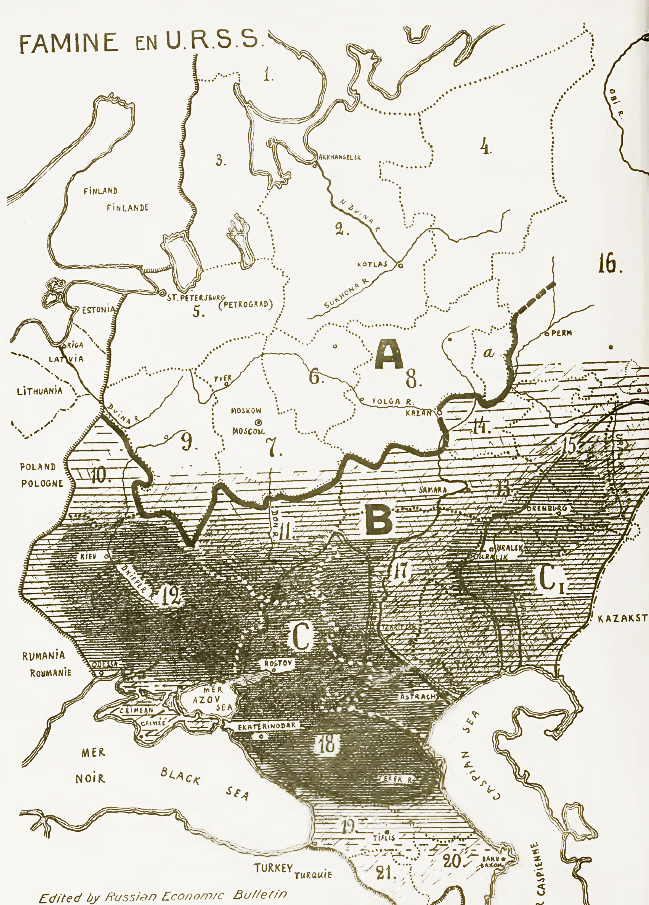
Hambruna soviética de 1932-1933. Zonas de hambruna más desastrosa marcadas en negro.

León Trotski y el bloque de oposición habían abogado originalmente por un programa de industrialización que también proponía cooperativas agrícolas y la formación de granjas colectivas de forma voluntaria. Según Fitzpatrick, el consenso académico fue que Stalin se apropió de la posición de la Oposición de Izquierda en cuestiones tales como la industrialización y la colectivización. Otros académicos han argumentado que el programa económico de Trotsky difería de la política forzada de colectivización implementada por Stalin después de 1928 debido a los niveles de brutalidad asociados con su aplicación.
Como parte del primer plan quinquenal, la colectivización forzada fue introducida en la Unión Soviética por el secretario general Iósif Stalin a finales de la década de 1920 como una forma, según las políticas de los líderes socialistas, de impulsar la producción agrícola mediante la organización de la tierra y el trabajo. en granjas colectivas de gran escala (koljós). Al mismo tiempo, Iósif Stalin argumentó que la colectivización liberaría a los campesinos pobres de la servidumbre económica bajo los kulaks (propietarios de tierras agrícolas).
El Partido Comunista Soviético recurrió a la ejecución y deportación masiva de kulaks desafiantes a Siberia para implementar el plan (ver: Dekulakización). En Ucrania, el sistema agrícola centenario fue destruido.
En 1932-1933, se estima que 11 millones de personas, 3-7 millones sólo en Ucrania, murieron de hambre después de que Stalin obligó a los campesinos a formar colectivos (véase: Holodomor). No fue hasta 1940 que la producción agrícola finalmente superó sus niveles previos a la colectivización.
La colectivización en toda la República Socialista Soviética de Moldavia no se llevó a cabo agresivamente hasta principios de la década de 1960 debido al enfoque de los líderes soviéticos en una política de rusificación de los moldavos para adaptarlos al modo de vida ruso.[cita requerida] Gran parte de la colectivización en Moldavia se había producido en Transnistria, en Chişinău, la actual capital de Moldavia. La mayoría de los directores que regularon y dirigieron el proceso de colectivización fueron nombrados por funcionarios de Moscú.
La eficiencia de las granjas colectivas en la URSS es discutible. Un artículo soviético de marzo de 1975 encontró que el 27% del valor total de la producción agrícola soviética se producía en parcelas cultivadas de forma privada a pesar de que sólo consistían en menos del 1% de tierra cultivable (aproximadamente 20 millones de acres), lo que las convertía aproximadamente en 40 veces más eficientes que las granjas colectivas. En 1935, se permitió el establecimiento de Granjas Subsidiarias Personales (LPH) en tierras colectivas, en el rango de 0,25 a 1 hectárea. La propiedad privada de ganado existió después de 1935, pero fue severamente restringida por decreto en 1956.

### Rumania

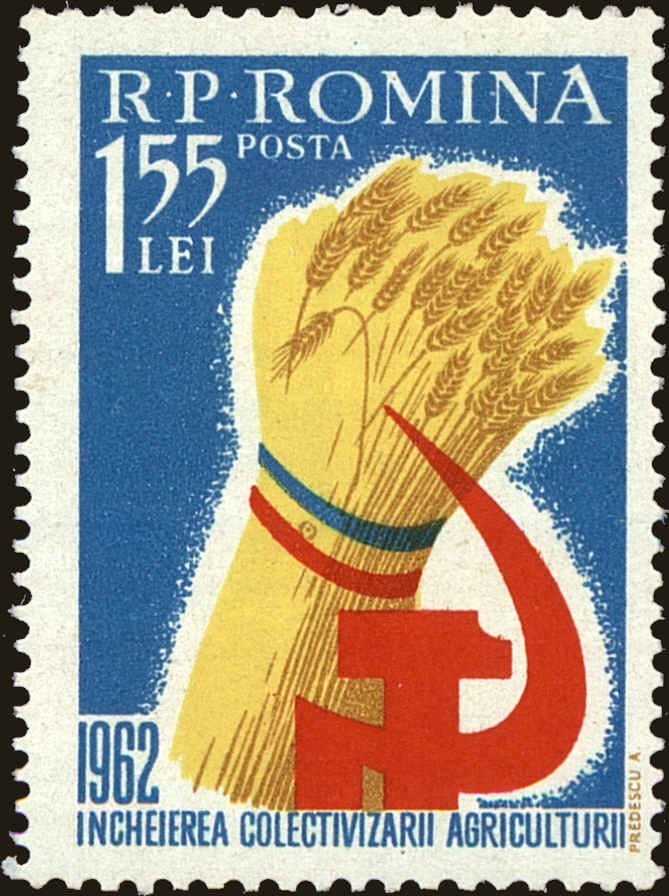
Sello de 1962 que conmemora la "finalización" de la colectivización de la tierra.

En Rumania, la colectivización de la tierra comenzó en 1948 y continuó durante más de una década hasta su virtual erradicación en 1962.
En Rumania, a veces hubo que utilizar la fuerza para imponer prácticas agrícolas colectivas. La agricultura colectiva en Rumania fue un intento de implementar el plan comunista de la URSS. Estos intentos muchas veces fracasaron. Al adherirse estrictamente a este plan soviético, la implementación del comunismo en Rumania inevitablemente creó dilemas y contribuciones que llevaron a la violencia. Kligman y Verdery afirman que "la colectivización de la violencia surge, entonces, menos como una aborrecimiento que como un producto de la configuración sociocultural y de profundos problemas con la forma en que se implementó el plan soviético... en lugar de un proceso gradual e integrado de pasar de De una forma de sociedad a otra, la sociedad rumana en la órbita soviética estaba siendo completamente rearticulada, un proceso en el que la violencia era inevitable."
Por otra parte, como explican Kligman y Verdery, "la colectivización trajo beneficios innegables a algunos habitantes rurales, especialmente a aquellos que habían poseído poca o ninguna tierra. Los liberó de trabajar en los campos de otros y aumentó su control sobre los salarios. dando a su existencia diaria una estabilidad hasta entonces desconocida para ellos."

### Bulgaria
Las granjas colectivas en la República Popular de Bulgaria, introducidas en 1945, se denominaron explotaciones agrícolas cooperativas de trabajo (en búlgaro: Трудово кооперативно земеделско стопанство, romanizado: Trudovo kooperativno zemedelsko stopanstvo).

### Hungría
En Hungría, la colectivización agrícola se intentó varias veces entre 1948 y 1956 (con resultados desastrosos), hasta que finalmente tuvo éxito a principios de la década de 1960 bajo János Kádár. El primer intento serio de colectivización basado en la política agrícola estalinista se llevó a cabo en julio de 1948. Se utilizó presión tanto económica como policial directa para obligar a los campesinos a unirse a cooperativas, pero un gran número de ellos optó por abandonar sus aldeas. A principios de la década de 1950, sólo una cuarta parte de los campesinos habían aceptado unirse a cooperativas.
En la primavera de 1955 se renovó el impulso hacia la colectivización, utilizando nuevamente la fuerza física para alentar la afiliación, pero esta segunda ola también terminó en un fracaso estrepitoso. Después de los acontecimientos de la Revolución Húngara de 1956, el gobernante Partido Socialista Obrero Húngaro optó por una campaña de colectivización más gradual. La principal ola de colectivización se produjo entre 1959 y 1961, y al final de este período más del 95% de la tierra agrícola en Hungría había pasado a ser propiedad de granjas colectivas. En febrero de 1961, el Comité Central declaró que la colectivización había sido completada.

### Checoslovaquia
En Checoslovaquia, las reformas agrarias centralizadas después de la Primera Guerra Mundial permitieron la distribución de la mayor parte de la tierra a los campesinos y los pobres, y crearon grandes grupos de agricultores relativamente acomodados (aunque todavía existían pobres en las aldeas). Estos grupos no mostraron ningún apoyo a los ideales comunistas. En 1945, inmediatamente después de la Segunda Guerra Mundial, se inició una nueva reforma agraria con el nuevo gobierno socialista. La primera fase implicó una confiscación de propiedades de alemanes, húngaros y colaboradores del régimen nazi de acuerdo con los llamados decretos Beneš. La segunda fase, promulgada por las llamadas leyes de Ďuriš (en honor al Ministro de Agricultura comunista), significó de hecho una revisión completa de la reforma agraria anterior a la guerra y trató de reducir la propiedad privada máxima a 150 hectáreas (370,7 acre) de tierra agrícola. y 250 hectáreas (617,8 acre) de cualquier terreno.
La tercera y última fase prohibió la posesión de tierras de más de 50 hectáreas (123,6 acre) a una familia. Esta fase se llevó a cabo en abril de 1948, dos meses después de que el Partido Comunista de Checoslovaquia tomara el poder por la fuerza. Las granjas comenzaron a colectivizarse, principalmente bajo amenaza de sanciones. Los agricultores más obstinados fueron perseguidos y encarcelados. La forma más común de colectivización fue la cooperativa agrícola (en checo: Jednotné zemědělské družstvo, JZD; en eslovaco: Jednotné roľnícke družstvo, JRD). La colectivización se implementó en tres etapas (1949-1952, 1953-1956, 1956-1969) y terminó oficialmente con la implementación en 1960 de la constitución que estableció la República Socialista Checoslovaca, que declaró ilegal la propiedad privada.
Muchas de las primeras cooperativas colapsaron y fueron recreadas. Su productividad era baja ya que proporcionaban salarios ínfimos y ninguna pensión, y no lograron crear un sentido de propiedad colectiva; los hurtos a pequeña escala eran comunes y los alimentos escasearon. Al ver la salida masiva de personas de la agricultura a las ciudades, el gobierno comenzó a subsidiar masivamente a las cooperativas para igualar el nivel de vida de los agricultores al de los habitantes de las ciudades; ésta fue la política oficial a largo plazo del gobierno. Se proporcionaron fondos, maquinaria y fertilizantes; los jóvenes de las aldeas se vieron obligados a estudiar agricultura; y los estudiantes eran enviados regularmente (involuntariamente) a ayudar en las cooperativas.
Los subsidios y la presión constante destruyeron a los agricultores privados restantes; sólo un puñado de ellos permaneció después de la década de 1960. El estilo de vida de los aldeanos finalmente alcanzó el nivel de las ciudades y se eliminó la pobreza de las aldeas. Checoslovaquia volvió a poder producir suficientes alimentos para sus ciudadanos. El precio de este éxito fue un enorme desperdicio de recursos porque las cooperativas no tenían incentivos para mejorar la eficiencia. Cada pedazo de tierra fue cultivado sin importar el gasto que implicara, y el suelo quedó muy contaminado con productos químicos. Además, el uso intensivo de maquinaria pesada dañó la capa superficial del suelo. Además, las cooperativas eran famosas por el exceso de empleo.
A finales de la década de 1970, la economía de Checoslovaquia entró en estancamiento y las empresas estatales no pudieron hacer frente a la llegada de las tecnologías modernas. Unas pocas empresas agrícolas (donde las normas eran menos estrictas que en las empresas estatales) aprovecharon esta situación para empezar a ofrecer productos de alta tecnología. Por ejemplo, la única manera de comprar una computadora compatible con IBM  a fines de la década de 1980 era conseguirla (por un precio extremadamente alto) de una empresa agrícola que actuaba como revendedora.
Tras la caída del comunismo en Checoslovaquia en 1989, se suspendieron los subsidios a la agricultura con efectos devastadores. La mayoría de las cooperativas tuvieron problemas para competir con la competencia extranjera tecnológicamente avanzada y no pudieron obtener inversiones para mejorar su situación. Un porcentaje bastante grande de ellos colapsó. Los demás que se quedaron por lo general carecían de financiación suficiente, carecían de una gestión competente, de maquinaria nueva y de vivir al día. El empleo en el sector agrícola cayó significativamente (de aproximadamente el 25% de la población a aproximadamente el 1%).

### Alemania del Este
Granjas colectivas en el República Democrática Alemana normalmente se llamaban Landwirtschaftliche Produktionsgenossenschaft (GLP), y correspondía estrechamente al koljós soviético. Alemania Oriental también tenía algunas granjas estatales que eran equivalentes a las soviéticas sovkhoz, que se llamaban Volkseigenes Gut (VEG). La estructura de las granjas en lo que se llamaba Elbia Oriental hasta que la partición alemana estuvo dominada por latifundios, y así el reforma agraria lo que se justificó en desnazificación motivos y con el objetivo de destruir al prusiano Junker clase-que había sido odiada por la izquierda durante la República de Weimar y que fue culpado por el militarismo prusiano y las tendencias autoritarias de la Imperio Alemán y más tarde Alemania Nazi - inicialmente fue popular entre muchos pequeños agricultores y campesinos sin tierra. Presidente de Alemania Oriental Wilhelm Pieck acuñó el eslogan Junkerland in Bauernhand! ("¡La tierra de Junker en manos de los agricultores!") para promover la reforma agraria, que inicialmente se prometió que sería más moderada que la colectivización a gran escala. Aunque la sentencia Partido Socialista de Unidad y el Administración Militar Soviética en Alemania prometieron permitir que los grandes terratenientes conservaran sus tierras, pero fueron expulsados cuando se introdujo el GLP en 1953. Después de 1959, todos los agricultores debían entregar tierras de propiedad independiente y unirse a la LPGs. De manera similar a la Unión Soviética, en última instancia, la mayor parte de la tierra fue transferida a de jure o de facto entidades controladas por el Estado con los antiguos agricultores convirtiéndose en empleados, ahora del Estado en lugar de la antigua clase Junker.

### China
Al final del movimiento de Reforma Agraria, las familias individuales en China eran propietarias de la tierra que cultivaban, pagaban impuestos como hogares y vendían cereales a precios fijados por el Estado.: 109 La colectivización rural comenzó poco después de que el PCC anunciara su "línea general para la transición al socialismo" de 1953. Durante los siguientes seis años, la colectivización adoptó varias formas que progresaron progresivamente: grupos de ayuda mutua, cooperativas primitivas y comunas populares. Como señala Lin Chun, profesor de la London School of Economics and Political Science, los investigadores coinciden en que la comunización se produjo sobre una base en gran medida voluntaria que evitó tanto la violencia como el sabotaje que ocurrieron durante la colectivización soviética. Al igual que el profesor Barry Naughton, observa que la colectivización de China se desarrolló sin problemas en parte porque, a diferencia de la experiencia soviética, ya existía una red de instituciones estatales en el campo. De manera similar, el profesor Edward Friedman describe el proceso de colectivización de China como un "milagro de milagros".
Durante 1954-1955, los agricultores de muchas zonas comenzaron a agrupar sus tierras, recursos de capital y mano de obra en cooperativas de productores agrícolas de nivel inicial ( chuji nongye hezuoshe). : 109 En el complejo sistema de cooperativas de productores agrícolas principiantes, los agricultores recibían una parte de la cosecha en función de una combinación de la cantidad de trabajo y la cantidad de tierra que aportaban a la cooperativa.: 109–110 
Para junio de 1956, más del 60% de los hogares rurales se habían colectivizado en cooperativas de productores agrícolas de nivel superior (gaoji nongye hezuoshe), una estructura que era similar a la agricultura colectiva soviética a través de koljozy.: 110  En estas cooperativas, decenas de hogares agruparon tierras y animales de tiro.: 110  A los miembros adultos de la cooperativa se les acreditaron puntos de trabajo en función de la cantidad de trabajo que habían proporcionado en qué tareas.: 110  Al final del año, el colectivo dedujo impuestos y ventas a precio fijo al Estado, y la cooperativa retuvo semillas para el próximo año, así como algunos fondos de inversión y bienestar.: 110  Luego, el colectivo distribuyó a los hogares el resto de la cosecha y parte del dinero recibido de las ventas al Estado.: 110  La distribución se basó en parte en los puntos de trabajo acumulados por los miembros adultos de un hogar, y en parte en una tasa estándar por edad y sexo.: 110  Estas cooperativas también prestaron pequeñas cantidades de tierra a los hogares individualmente en las que los hogares podían cultivar para consumir directamente o vender en el mercado.: 110–111  Aparte de la comunización a gran escala durante el Gran Salto Adelante, los colectivos de productores agrícolas de alto nivel fueron generalmente la forma dominante de colectivización rural en China.: 111 
Durante el Gran Salto Adelante, el Partido Comunista liderado por Mao Zedong convirtió rápidamente la economía china en una sociedad socialista mediante una rápida industrialización y una colectivización a gran escala. Posteriormente, el país se vio afectado por inundaciones y sequías masivas. Esto, combinado con el uso de políticas gravemente defectuosas del lysenkoísmo y la Campaña de las Cuatro Plagas, provocó lamGran Hambruna China de 1959", donde casi 30 millones de personas murieron de hambre. El partido culpó oficialmente a las inundaciones y sequías por la hambruna; sin embargo, para los miembros del partido en las reuniones del partido quedó claro que la hambruna era causada principalmente por sus propias políticas. Estudios recientes también demuestran que fueron los incentivos profesionales dentro del sistema del politburó, así como el radicalismo político, los que llevaron a la gran hambruna.
La colectivización de la tierra a través del sistema de comunas facilitó la rápida industrialización de China a través del control estatal de la producción y adquisición de alimentos. Esto permitió al Estado acelerar el proceso de acumulación de capital, en última instancia, sentando las bases exitosas de la física y capital humano para el crecimiento económico de China reforma y apertura. Durante principios y mediados de la década de 1950, la colectivización fue un factor importante en el cambio importante en Agricultura china durante ese período, el dramático aumento de las tierras de regadío.: 111  Por ejemplo, la colectivización fue un factor que contribuyó a la introducción de doble recorte en el sur, un proceso intensivo en mano de obra que aumentó enormemente los rendimientos agrícolas.: 116 
Tanto el movimiento de reforma agraria como la colectivización dejaron en gran medida vigentes los sistemas sociales en el grupo étnico minoritario áreas de Chino Asia Central y Zomia.: 118  Estas áreas generalmente se colectivizaron en forma de cooperativas de productores agrícolas durante el invierno de 1957 a 1958, habiendo omitido la etapa de pequeños terratenientes campesinos que había seguido a la reforma agraria en otras partes de China.: 122  El Tíbet Central estaba bajo la administración conjunta de la Ejército Popular de Liberación y la teocracia del Dalai Lama hasta 1959, y en consecuencia no experimentó reforma agraria ni colectivización hasta 1960 en áreas agrícolas y 1966 en áreas pastorales.: 119 
Después de la muerte de Mao Zedong, Deng Xiaoping reformó el método de agricultura colectiva. A partir de este momento, casi todos los cultivos chinos comenzaron a florecer, no solo los cereales. La reforma incluyó la remoción de tierras de los terratenientes ricos para el uso de tierras agrícolas para los campesinos, pero no la propiedad. Esta política aumentó la producción y ayudó a revertir los efectos del Gran Salto Adelante. Las dos razones principales por las que China tuvo éxito fue porque 1) el gobierno optó por hacer cambios graduales, lo que mantuvo el monopolio de la Partido Comunista Chino y 2) porque el proceso de reforma comenzó desde abajo y luego se expandió hacia arriba. A lo largo del proceso de reforma, el Partido Comunista reaccionó positivamente a las iniciativas de reforma de abajo hacia arriba que surgieron de la población rural. Deng Xiaoping describió el proceso de reforma como "vadear el río sintiendo las piedras". Esta declaración se refiere al pueblo chino que pidió las reformas que quería "colocando las piedras a sus pies" y luego simplemente aprobaría las reformas que la gente quería. Los campesinos iniciaron su propio "sistema de responsabilidad familiar" aparte del gobierno. Después de que el comercio chino se considerara exitoso en privado, todo lo que Deng tuvo que hacer fue aprobar su legalización. Este aumento de la competencia entre los agricultores a nivel nacional e internacional, lo que significa que la clase trabajadora de bajos salarios comenzó a ser conocida en todo el mundo, aumentando la IED china.
Un estudio de 2017 encontró que los campesinos chinos sacrificaban cantidades masivas de animales de tiro como respuesta a la colectivización, ya que esto les permitiría conservar la carne y el cuero, y no transferir los animales de tiro a los colectivos. El estudio estima que " la pérdida de animales durante el movimiento fue del 12 al 15 por ciento, o de 7,4 a 9,5 millones de muertos. La producción de cereales disminuyó en un 7 por ciento debido a menores insumos animales y menor productividad."

### Corea del Norte
A fines de la década de 1990, el sistema de agricultura colectiva colapsado bajo una tensión de sequías. Las estimaciones de muertes por inanición oscilaban en millones, aunque el gobierno no permitió que observadores externos investigaran el alcance de la hambruna. Agravando la gravedad de la hambruna, el gobierno fue acusado de desviar suministros de socorro internacional a sus fuerzas armadas. La agricultura en Corea del Norte ha sufrido enormemente a causa de desastres naturales, falta de tierras fértiles y mala gestión gubernamental, lo que a menudo hace que la nación dependa de la ayuda extranjera como su principal fuente de alimentos.

### Vietnam
El República Democrática de Vietnam implementó agricultura colectiva aunque de jure existía la propiedad privada. A partir de 1958, la agricultura colectiva se impulsó de tal manera que para 1960, el 85% de los agricultores y el 70% de las tierras agrícolas se colectivizaron, incluidas las incautadas por la fuerza. Sin embargo, la colectivización fue vista por los líderes comunistas como una medida a medias en comparación con la propiedad estatal total.
Siguiendo el Caída de Saigón el 30 de abril de 1975, Vietnam del Sur brevemente quedó bajo la autoridad de un Gobierno Revolucionario Provisional, a estado títere bajo ocupación militar por Vietnam del Norte, antes de reunificarse oficialmente con el Norte bajo el gobierno comunista como el República Socialista de Vietnam el 2 de julio de 1976. Al tomar el control, los comunistas vietnamitas prohibieron otros partidos políticos, arrestaron a sospechosos que se creía que habían colaborado con los Estados Unidos y se embarcaron en una campaña masiva de colectivización de granjas y fábricas. La propiedad privada de la tierra se "transformó" para subsumirse en propiedad estatal y colectiva. La reconstrucción del país devastado por la guerra fue lenta y el régimen comunista enfrentó serios problemas humanitarios y económicos.
En un cambio histórico en 1986, el Partido Comunista de Vietnam implementado libre mercado reformas conocidas como Đổi Mới (Renovación). Sin cuestionar la autoridad del Estado, se fomentaron la empresa privada, la desregulación y la inversión extranjera. Sin embargo, la propiedad de la tierra es prerrogativa exclusiva del Estado. El economía de Vietnam ha logrado un rápido crecimiento en la producción agrícola e industrial, construcción y vivienda, exportaciones e inversión extranjera. Sin embargo, el poder del Partido Comunista de Vietnam sobre todos los órganos de gobierno permanece firme, impidiendo la plena propiedad de la tierra. Los conflictos entre el Estado y los agricultores privados por los derechos sobre la tierra han crecido con el potencial de provocar inestabilidad social y política.
Sin embargo, a pesar de las reformas, más del 50% de todas las granjas en Vietnam siguen siendo cooperativas colectivas (más de 15.000 cooperativas agrícolas en Vietnam), y casi todos los agricultores son miembros de algún tipo de cooperativa. El Estado también fomenta en gran medida la agricultura cooperativa colectiva sobre la agricultura privada.

### Cuba
En los primeros años que siguieron a la Revolución Cubana, las autoridades gubernamentales experimentaron con cooperativas agrícolas y de producción agrícola. Entre 1977 y 1983, los agricultores comenzaron a colectivizarse en CPA – Cooperativa de Producción Agropecuaria (Cooperativas de Producción Agropecuaria). Se alentó a los agricultores a vender sus tierras al Estado para el establecimiento de una granja cooperativa, recibiendo pagos por un período de 20 años y compartiendo los frutos de la CPA. Unirse a un CPA permitió a las personas que anteriormente estaban dispersas por el campo mudarse a una ubicación centralizada con mayor acceso a electricidad, atención médica, vivienda y escuelas. La práctica democrática tiende a limitarse a las decisiones empresariales y está constreñida por la planificación económica centralizada del sistema cubano.
Otro tipo de cooperativa de producción agrícola en Cuba es UBPC – Unidad Básica de Producción Cooperativa (Unidad Básica de Producción Cooperativa). La ley que autoriza la creación de UBPC fue aprobada el 20 de septiembre de 1993. Se ha utilizado para transformar muchas granjas estatales en UBPC, similar a la transformación de Rusia de los sovjós (granjas estatales) en koljoses (granjas colectivas) desde 1992. La ley otorgó indefinidos usufructo a los trabajadores de la UBPC en línea con su objetivo de vincular a los trabajadores a la tierra. Estableció incentivos materiales para aumentar la producción al vincular los ingresos de los trabajadores con la producción general de la UBPC, y aumentó la autonomía gerencial y la participación de los trabajadores en la gestión del lugar de trabajo.

### Tanzania
El paso a un método de agricultura colectiva en Tanzania se basó en el modelo soviético de desarrollo rural. En 1967, el presidente Julius Nyerere emitió "Socialismo y Desarrollo Rural" que proponía la creación de Pueblos de Ujamaa. Dado que la mayoría de la población rural estaba dispersa y que la agricultura se realizaba tradicionalmente de forma individual, la población rural tuvo que verse obligada a mudarse junta, a cultivar en comunidad. Tras la migración forzada, el reconocimiento gubernamental fomentó el incentivo para participar en actividades agrícolas comunales.
Estos incentivos, además de fomentar un grado de participación, también atrajeron a las aldeas de Ujamaa a aquellos cuyos intereses primarios no eran el bien común. Esto, sumado a la Orden de 1973 que dictaba que todas las personas debían vivir en aldeas (Operación Vijiji) erosionó la sostenibilidad de los proyectos comunales. Para que las granjas comunales tuvieran éxito, cada miembro de la aldea tendría que contribuir lo mejor que pudiera. Debido a la falta de divisas suficientes, la mecanización de la mano de obra era imposible, por lo tanto, era esencial que todos los aldeanos contribuyeran al trabajo manual.

## Otras explotaciones colectivas

### Europa
En el Unión Europea, la agricultura colectiva es bastante común y cooperativas agrícolas mantenga una cuota de mercado del 40% entre los 27 Estados miembros. En el Países Bajos, la agricultura cooperativa tiene una participación de mercado de aproximadamente el 70%, solo superada por Finlandia. En Francia, la agricultura cooperativa representa el 40% de la producción de la industria alimentaria nacional y casi 90 mil millones de € en ingresos brutos, cubriendo una de cada tres marcas de alimentos en el país.
También hay comunidades intencionales que practican la agricultura colectiva. Hay un número creciente de agricultura apoyada por la comunidad iniciativas, algunas de las cuales operan bajo la gobernanza de consumidores/trabajadores, que podrían considerarse granjas colectivas.

### India
En las aldeas indias, los aldeanos pueden cultivar colectivamente un solo campo (normalmente una parcela de tres a cinco acres), cada uno de los cuales ofrece mano de obra como ofrenda devocional, posiblemente durante uno o dos días por temporada de cultivo. La cosecha resultante no pertenece a ningún individuo y se usa como ofrenda. El aporte laboral es la ofrenda del campesino en su papel de sacerdote. La riqueza generada por la venta de los productos pertenece a los dioses y, por lo tanto, es Apaurusheya o impersonal. Shrambhakti (la mano de obra aportada como ofrenda devocional) es el instrumento clave para la generación de recursos internos. Los beneficios de la cosecha se redistribuyen con mayor frecuencia en la aldea para el bien común y las necesidades individuales, no como préstamo o caridad, sino como gracia divina (prasad). El destinatario no tiene la obligación de reembolsarlo y no es necesario pagar intereses por dichos obsequios.[cita requerida]

### Israel
La agricultura colectiva también se implementó en kibutzim en Israel, que comenzó en 1909 como una combinación única de Sionismo y socialismo-conocido como Sionismo laborista. El concepto ha enfrentado críticas ocasionales por ser económicamente ineficiente y depender excesivamente del crédito subsidiado.
Un tipo de granja colectiva menos conocido en Israel es el moshav shitufi (literalmente asentamiento colectivo ), donde la producción y los servicios se gestionan colectivamente, como en un kibutz, pero las decisiones de consumo se dejan en manos de los hogares individuales. En términos de organización cooperativa, el moshav shitufi se diferencia del mucho más común moshav (o moshav ovdim ), esencialmente una cooperativa de servicios a nivel de aldea, no una granja colectiva.
En 2006 había 40 shitufi'im moshavim en Israel, en comparación con 267 kibutzim.
La agricultura colectiva en Israel se diferencia del colectivismo en los estados comunistas en que es voluntaria. Sin embargo, incluidos los moshavim, diversas formas de agricultura colectiva han sido y siguen siendo el principal modelo agrícola, ya que sólo hay un pequeño número de granjas completamente privadas en Israel fuera de los moshavim.

### México
En México, el sistema de ejidos proporcionó a los agricultores pobres derechos de uso colectivo de tierras agrícolas.

### Canadá y Estados Unidos
El Anabautista Huteritas han cultivado comunalmente desde el siglo XVI. La mayoría de ellos ahora viven en el Praderas Canadienses y el norte Grandes Llanuras de los Estados Unidos, así como en Sur de Ontario en Canadá.
Hasta hace poco Oeste de Canadá tenía una junta de trigo centralizada donde los agricultores generalmente estaban obligados a vender su trigo a la provincia que vendía el producto a un alto precio colectivo. Ontario actualmente cuenta con una junta lechera que obliga a la mayoría de los productores de leche a vender su leche a la provincia a una calidad y precio regulados.
En 2008 comenzó en el Triángulo de Investigación un movimiento de agricultura colectiva voluntaria bajo el nombre de crop mob. La idea se extendió por todo Estados Unidos y menos de 10 años después, este tipo particular de agricultura colectiva incidental, espontánea e impulsada por las redes sociales se informó en más de 70 lugares.

## En la cultura popular
En el 2021 Película telugu Sreekaram, el protagonista principal alienta a las personas a una agricultura comunitaria.
La película soviética de 1929 The General Line presenta a Martha y un grupo de campesinos organizando un koljoz. La película comenzó su producción como una promoción del punto de vista de la Oposición de Izquierda trotskista sobre la colectivización. Después del ascenso de Iósif Stalin y la expulsión de su rival León Trotski, fue reeditado en gran medida en la película proestalinista The Old and the New.
La película soviética ucraniana Tierra de 1930 presenta a un campesino que anima a su aldea en la República Socialista Soviética de Ucrania a abrazar la colectivización, lo que hacen después de los kulaks lo matan.